# الحجة في القراءات السبع
الحجة في القراءات السبع، هو كتاب لابن خالويه، من أوائل الكتب التي ألفت في توجيه القراءات القرآنية والاحتجاج بها،  وبعد أن قام شيخه أحمد بن موسى بن العباس بتأليف كتاب السبعة ولاقى هذا الكتاب قبول الناس، تسابق الناس إلى الاحتجاج لهذه القراءات، فمن معاصريه: السري بدأ في ذلك، لكنه لم يتمه، فجاء أبو علي الفارسي واحتج لهذه القراءات في كتابه الحجة للقراء السبع المشهورين، لكن كتابه أشبه ما يكون للمتخصصين في اللغة؛ لتعمقه فيها، كما قال تلميذه ابن جني: «فإن أبا علي رحمه الله عمل كتاب الحجة في القراءات، فتجاوز فيه قدر حاجة القراء إلى ما يجفو عنه كثير من العلماء»، فأتى ابن خالويه فألف كتابه هذا بأسلوب سهل ممتع، وقد قال عن سبب تأليفه لهذا الكتاب في المقدمة: «فإني تدبرت قراءة الأئمة السبعة من أهل الأمصار الخمسة المعروفين بصحة النقل، وإتقان الحفظ، المأمونين على تأدية الرواية، واللفظ، فرأيت كلا منهم قد ذهب في إعراب ما انفرد به من حرفه مذهبًا من مذاهب العربية لا يدفع، وقصد من القياس وجها لا يمنع، فوافق باللفظ والحكاية طريق النقل والرواية غير مؤثر للاختيار على واجب الآثار وأنا بعون الله ذاكر في كتابي هذا ما احتج به أهل صناعة النحو لهم في معاني اختلافهم».

## سبب تأليف الكتاب
بين ذلك في مقدمة كتابه، فقال: «فإني تدبرت قراءة الأئمة السبعة من أهل الأمصار الخمسة المعروفين بصحة النقل، وإتقان الحفظ، المأمونين على تأدية الرواية، واللفظ، فرأيت كلا منهم قد ذهب في إعراب ما انفرد به من حرفه مذهبًا من مذاهب العربية لا يدفع، وقصد من القياس وجها لا يمنع، فوافق باللفظ والحكاية طريق النقل والرواية غير مؤثر للاختيار على واجب الآثار».

## موضوعات الكتاب
الاحتجاج للقراءات وتوثيقها وتوجيهها بأسلوب سهل، ولفظ واضح، وقال عن ذلك في مقدمة كتابه: «وأنا بعون الله ذاكر في كتابي هذا ما احتج به أهل صناعة النحو لهم في معاني اختلافهم، وتارك ذكر اجتماعهم وائتلافهم، معتمد فيه على ذكر القراءة المشهورة، ومنكب عن الروايات الشاذة المنكورة، وقاصد قصد الإبانة في اقتصار، من غير إطالة ولا إكثار، محتذيا لمن تقدم في مقالهم، مترجما عن ألفاظهم واعتلالهم، جامعا ذلك بلفظ بين جذل، ومقال واضح سهل؛ ليقرب على مريده، وليسهل على مستفيده».

## منهجه في الكتاب
- اعتمد في حجته على القراءات المشهورة، تاركًا الروايات الشاذة المنكورة.
- الإيجاز والاختصار، حتى يفهم القارئ أو الدارس المراد من غير استطراد ممل، أو أسلوب معقد.
- عرض القراءات من غير سند الرواية، لأن هدفه الإيجاز ولا يلجأ إلى نسبة القراءات إلى أصحابها إلا إذا دعت الضرورة لذلك، ليبين مكانة من قرأ بها في حقل الدراسات القرآنية.
- وإذا عرض لمسألة، وبين وجه التعليل والحجة فيها ثم تكرر نظيرها، لا يعيد القول فيها، وإنما يحيلك إلى الموضع حرصًا على الوقت، وإيمانا بالإيجاز.
- اللغة في نظره لا تقاس، وتؤخذ سماعًا يقول في قوله: تعالى المتعال والدليل على أن اللغة لا تقاس، وإنما تؤخذ سماعا قولهم: الله متعال من: تعالى، ولا يقال: متبارك من: تبارك.
- ومن منهجه أن لغة العرب، وإن اختلفت حجة، يؤخذ بها ويعتمد عليها.
- ومن منهجه أن القرآن الكريم لا يحمل على الضرورة، فقد أنكر الخفض على الجوار في قوله تعالى: {وأرجلكم}.

## طبعات الكتاب
- طبعة دار الشروق، تحقيق: عبد العال سالم مكرم، الطبعة الرابعة 1428هـ، طبع الكتاب في أربع مجلدات، وبلغت صفحاته: 2317 صفحة.
- طبعة دار الكتب العلمية، تحقيق: الطبعة الأولى 1420هـ، أحمد فريد المزيدي، في مجلد واحد.